# Sarıcalar
Sarıcalar är en ort i Azerbajdzjan.   Den ligger i distriktet Saatlı Rayonu, i den sydöstra delen av landet, 130 km väster om huvudstaden Baku. Antalet invånare är 2 635.
Terrängen runt Sarıcalar är mycket platt. Runt Sarıcalar är det ganska tätbefolkat, med 72 invånare per kvadratkilometer.. Närmaste större samhälle är Saatlı, 10,7 km väster om Sarıcalar.
Trakten runt Sarıcalar består till största delen av jordbruksmark.